# Huerta de la Obispalía
Huerta de la Obispalía é um município da Espanha, na província de Cuenca, comunidade autônoma de Castela-Mancha. Tem 41,88 km² de área e em 2021 tinha 126 habitantes (densidade: 3 hab./km²). Limita com os municípios de Abia de la Obispalía, Altarejos, Torrejoncillo del Rey, Villar de Olalla e Zafra de Záncara.